# بعد الظهر

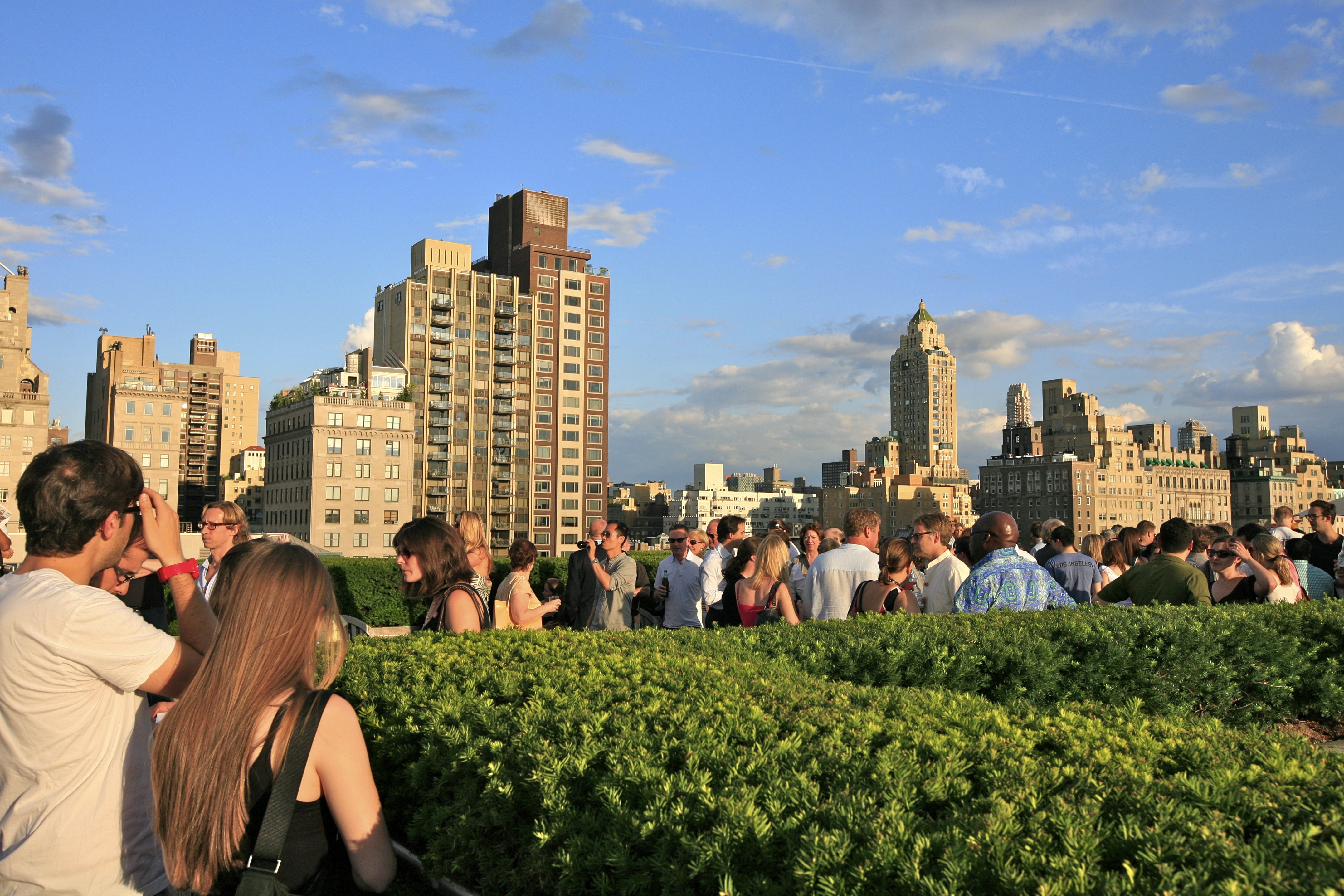
زائرو متحف المتروبوليتان للفنون في مدينة نيويورك أثناء فترة مابعد الظهر المتأخرة

بعد الظهر  أو العصر هي الفترة مابين الظهر و المساء. وهو الوقت الذي تنزل الشمس فيه من سمت الرأس في السماء حتى قبل السمت في أفق جهة الغرب. في حياة الإنسان تشغل هذه الفترة تقريباً النصف الثاني ليوم العمل أو المدرسة القياسي. وهي مرتبطة أيضاً بعدد من مخاوف متعلقة بالصحة، السلامة، و الإنتاج الاقتصادي، عموماً فترة مابعد الظهر المبكرة بعد ما يتناول أغلب الناس الطعام تنسجم بانخفاض مستوى أداء العمل، وانخفاض الانتباه، وعدد أكبر في حدوث حوادث مرورية.